# Orlando Phillips
Orlando Darryl Phillips, né le 30 juin 1960 à San Francisco (États-Unis), est un joueur professionnel américain de basket-ball, ayant joué aux États-Unis, en Espagne, en Turquie, en Australie, en France et en Israël, au poste d'ailier fort.

## Biographie
Phillips commence sa carrière universitaire au City College of San Francisco avant de rejoindre les Waves de l'université Pepperdine, au sein desquels il obtient le trophée de meilleur joueur de la West Coast Conference en 1983, qu'il partage avec son coéquipier Dane Suttle.
Il est alors sélectionné au 3e tour de la draft 1983 de la NBA par les Lakers de Los Angeles, en 69e position, mais il ne jouera jamais dans la Grande Ligue.
Après quelques passages en CBA, il signe au Cajamadrid en Liga ACB, où il termine 10e scoreur et 9e rebondeur de la saison 1984-1985.
Il part ensuite à Eczacıbaşı en Turquie, avant de rejoindre les Adelaide 36ers en NBL. Après 7 mois, il s'engage avec Pau-Orthez le 1er avril 1990. Dès son premier match, l'équipe se qualifie pour le Tournoi des As, compétition qu'il remporte les deux saisons suivantes. Il devient également champion de France en 1992. 
Il termine sa carrière en 1994, après une dernière saison à l'Hapoël Jérusalem en Israël.

## Université
- 1978 - 1980 :  San Francisco (CCCAA)
- 1981 - 1983 :  Pepperdine (NCAA)

## Clubs
- 1983 :  Sarasota Stingers (CBA)
- 1983 - 1984 :  Wyoming Wildcatters (CBA)
- 1984 - 1985 :  Cajamadrid (Liga ACB)
- 1985 - 1987 :  Eczacıbaşı (TBL)
- 1989 :  Adelaide 36ers (NBL)
- 1990 - 1993 :  Pau-Orthez (Pro A)
- 1993 - 1994 :  Hapoël Jérusalem (Ligat HaAl)

## Palmarès
Distinctions en club
- Vainqueur du Tournoi des As avec Pau-Orthez en 1991 et 1992.
- Vainqueur du championnat de France avec Pau-Orthez en 1992.

Distinctions individuelles
- Meilleur joueur de la West Coast Conference en 1983.
- Meilleur pourcentage aux tirs de la CBA en 1984.
- Sélectionné au All-Star Game LNB en 1991.